# Echinophora tenuifolia
Echinophora tenuifolia är en flockblommig växtart som beskrevs av John Sibthorp och James Edward Smith. Echinophora tenuifolia ingår i släktet Echinophora och familjen flockblommiga växter.

## Underarter
Arten delas in i följande underarter:
- E. t. sibthorpiana
- E. t. tenuifolia